# Yucatán Open 2025
Il Yucatán Open 2025 è stato un torneo maschile di tennis professionistico. È stata la 2ª edizione del torneo, facente parte della categoria Challenger 75 nell'ambito dell'ATP Challenger Tour 2025, con un montepremi di 100 000 $. Si è giocato dal 17 al 23 marzo 2025 sui campi in terra rossa del Club campestre de Yucatán di Mérida, in Messico.

## Partecipanti

### Teste di serie
| Nazionalità | Giocatore              | Ranking* | Testa di serie |
| ----------- | ---------------------- | -------- | -------------- |
| Bolivia     | Hugo Dellien           | 103      | 1              |
| Cile        | Cristian Garín         | 138      | 2              |
| Argentina   | Juan Pablo Ficovich    | 169      | 3              |
| Brasile     | Felipe Meligeni Alves  | 179      | 4              |
| Australia   | Bernard Tomić          | 216      | 5              |
| Kazakistan  | Dmitrij Popko          | 220      | 6              |
| Messico     | Rodrigo Pacheco Méndez | 231      | 7              |
| Francia     | Enzo Couacaud          | 242      | 8              |

* Ranking al 3 marzo 2025.

### Altri partecipanti
I seguenti giocatori hanno ricevuto una wild card per il tabellone principale:
- Rodrigo Alujas
- Alex Hernández
- Miguel Tobón

I seguenti giocatori sono passati dalle qualificazioni:
- Trey Hilderbrand
- Karl Poling
- Joshua Sheehy
- Alan Fernando Rubio Fierros
- Dan Martin
- Robin Catry

## Punti e montepremi
| Torneo    | Torneo              | V     | F     | SF    | QF    | 2T    | 1T  | Q | Q2  | Q1  |
| Singolare | Punti               | 75    | 44    | 22    | 12    | 6     | 0   | 4 | 2   | 0   |
| Singolare | Premi in denaro ($) | 9 880 | 5 820 | 3 450 | 2 000 | 1 165 | 720 | – | 360 | 185 |
| Doppio    | Punti               | 75    | 44    | 22    | 12    | –     | 0   | – | –   | –   |
| Doppio    | Premi in denaro ($) | 4 250 | 2 450 | 1 480 | 880   | –     | 500 | – | –   | –   |

## Campioni

### Singolare
Felipe Meligeni Alves ha sconfitto in finale  Juan Pablo Ficovich con il punteggio di 6–2, 1–6, 6–2.

### Doppio
Kilian Feldbausch /  Rodrigo Pacheco Méndez hanno sconfitto in finale  George Goldhoff /  Trey Hilderbrand con il punteggio di 6–4, 6–2.